# Sąjūdis

Logo der Reformbewegung Sąjūdis

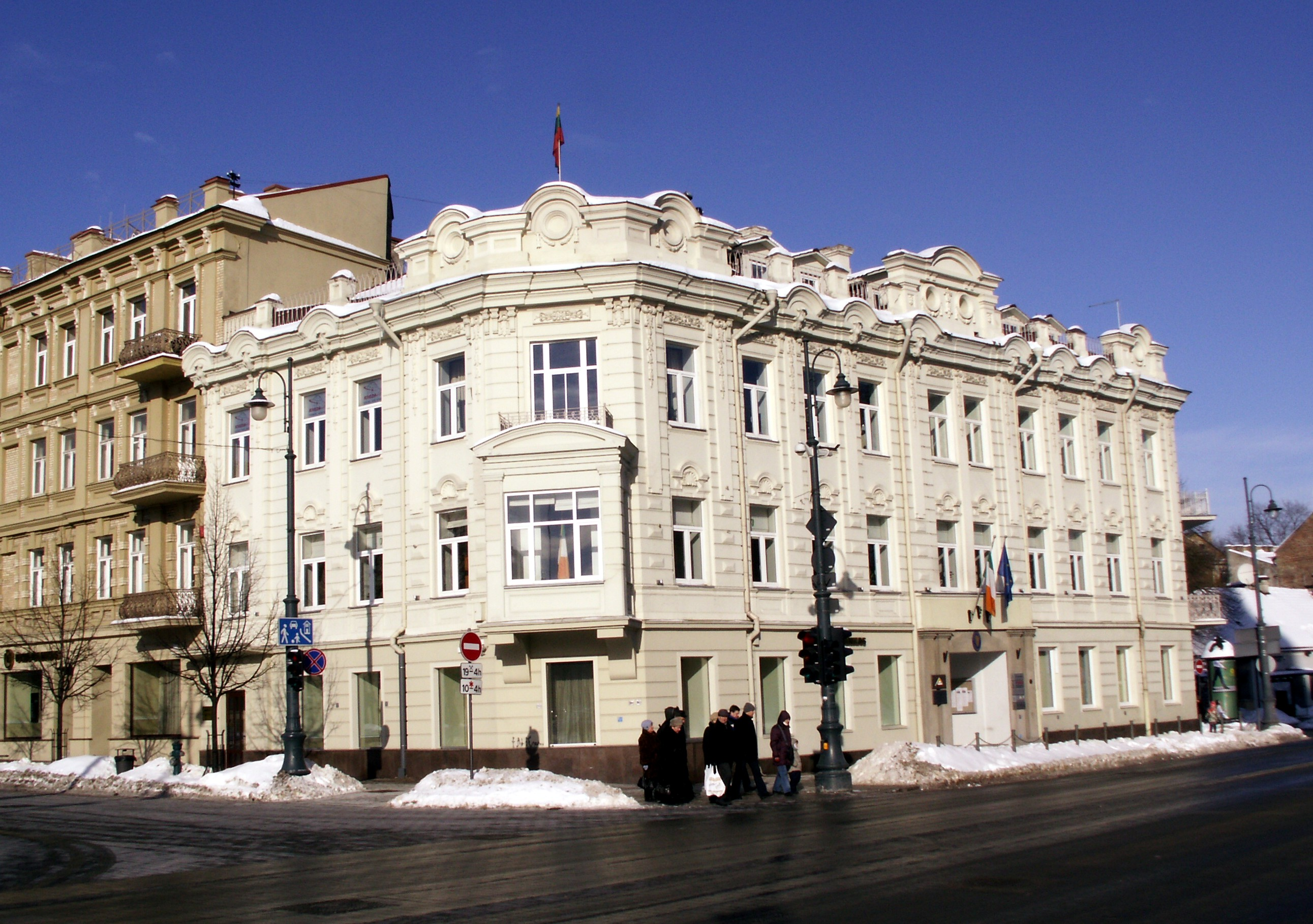
Sitz

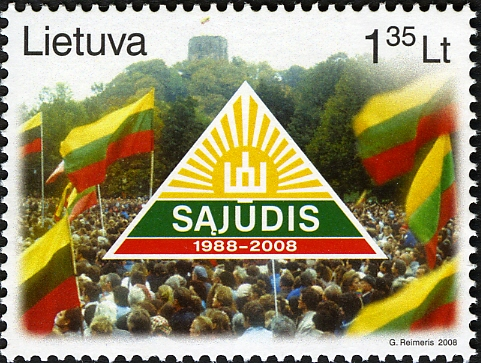
Briefmarke

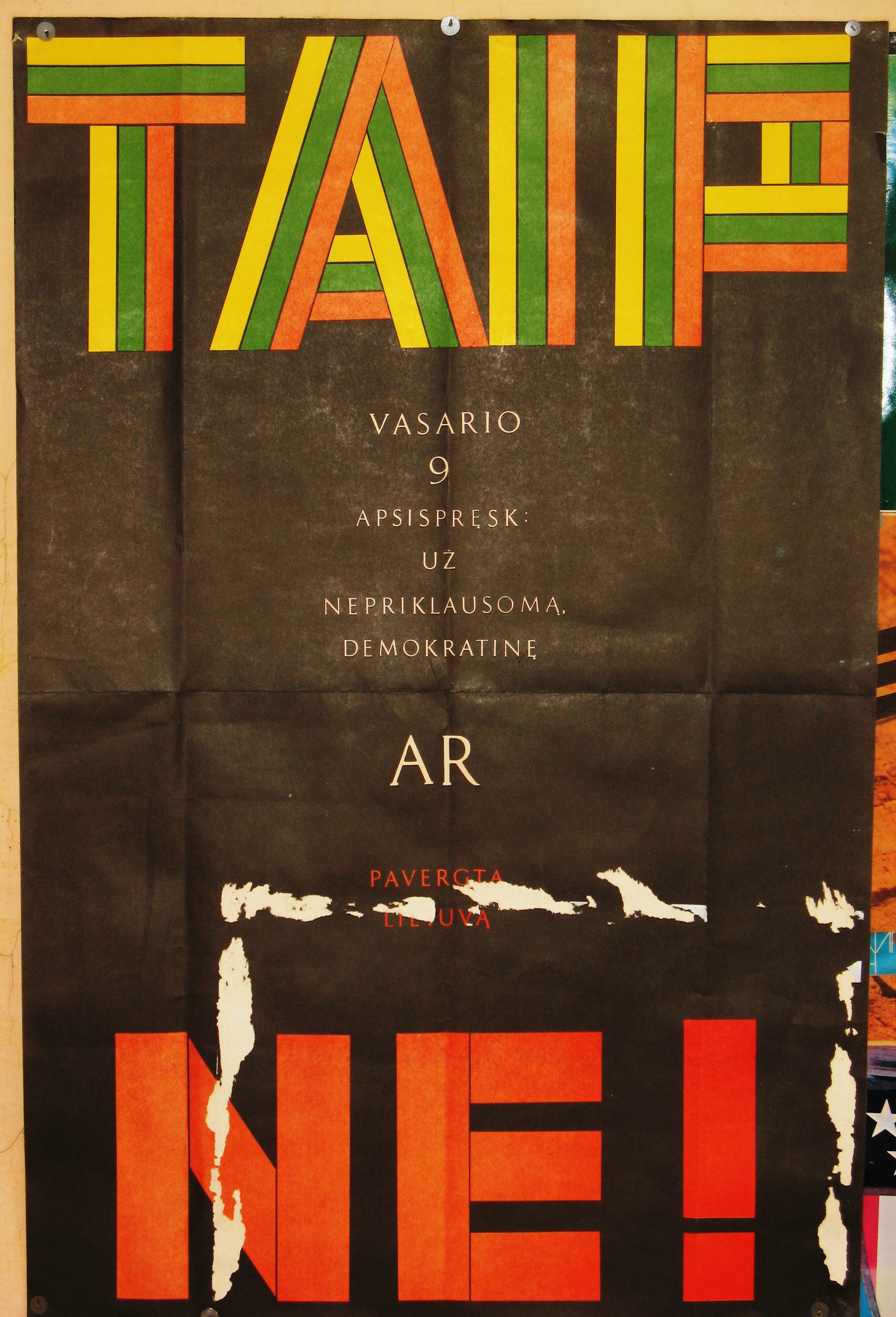
Plakat von Sąjūdis

Sąjūdis (litauisch Lietuvos Persitvarkymo Sąjūdis, deutsch ‚Reformbewegung Litauens‘) ist eine politische Organisation, die den friedlichen Kampf zur Wiedererlangung der staatlichen Unabhängigkeit Litauens Ende der 1980er und Anfang der 1990er Jahre anführte. Die Bewegung gründete sich am 3. Juni 1988 und wurde insbesondere von Vytautas Landsbergis geprägt.

## Historischer Hintergrund
Mitte der 1980er Jahre zögerte die Kommunistische Partei Litauens, die neuen Konzepte von Perestroika und Glasnost des sowjetischen politischen Führers Michail Gorbatschow zu übernehmen. Nach dem Tod des Ersten Sekretärs der Kommunistischen Partei Litauens, Petras Griškevičius, 1987 folgte ihm ein weiterer rigider Kommunist, Ringaudas Songaila, nach. Ermutigt von der Rhetorik Michail Gorbatschows sowie von der Erstarkung der oppositionellen Bewegung Solidarność in Polen und unterstützt von Papst Johannes Paul II. und der Regierung der USA, begannen daraufhin baltische Unabhängigkeitskämpfer, öffentliche Protestveranstaltungen in Riga, Tallinn und Vilnius zu organisieren.

## Gründung von Sąjūdis
In einem Treffen in der Litauischen Akademie der Wissenschaften am 3. Juni 1988 gründeten kommunistische und nichtkommunistische Intellektuelle die „Initiativgruppe Sąjūdis“ (litauisch Sąjūdžio iniciatyvinė grupė) als Unterstützungsbewegung von Glasnost in Litauen. Die Gruppe bestand aus 35 Mitgliedern, mehrheitlich Intellektuellen. Unter ihnen waren 17 Mitglieder der Kommunistischen Partei. Ziel der Gruppe war es, die Reformbewegung Litauens zu gründen, die unter dem Namen Sąjūdis bekannt wurde.
Am 24. Juni 1988 fand die erste Massenveranstaltung von Sąjūdis statt. Dort wurden die litauischen Delegierten des 19. Parteitags der KPdSU über die Ziele von Sąjūdis unterrichtet. Etwa 100.000 Menschen begrüßten die Delegierten im Vilniusser Park Vingis bei ihrer Rückkehr im Juli. Eine weitere Massendemonstration fand am 23. August 1988 statt, als 250.000 Menschen zusammenkamen, um gegen den Ribbentrop-Molotow-Pakt und sein geheimes Zusatzprotokoll von vor fast 50 Jahren zu protestieren und gegen seine konsequente Leugnung durch die staatlichen Instanzen der Sowjetunion über 50 Jahre hinweg.
Am 19. Juni 1988 wurde die erste Ausgabe der staatlich nicht genehmigten Zeitung Sąjūdžio žinios (‚Nachrichten der Bewegung‘) veröffentlicht, und ab September publizierte Sąjūdis eine staatliche genehmigte Zeitung unter dem Titel Atgimimas (‚Wiedergeburt‘). Insgesamt wurden in diesem und den folgenden Jahren etwa 150 explizit Sąjūdis-freundliche und unterstützende Zeitungen publiziert. 
Im Oktober 1988 fand die offizielle Gründungsversammlung der Organisation in Vilnius statt. Es wurde ein 35-köpfiges Führungsgremium gewählt. Die meisten der Gremiumsmitglieder waren Mitglieder der ursprünglichen Initiativgruppe. Vytautas Landsbergis, Professor für Musikwissenschaft und Nichtmitglied der Kommunistischen Partei, wurde der Vorsitzende des Führungsgremiums.

## Aktivitäten von Sąjūdis
Die Bewegung unterstützte die Politik von Michail Gorbatschow, aber zugleich auch litauische Themen wie beispielsweise die Wiedereinführung der litauischen Sprache als einzige Staatssprache Litauens. Die Forderungen beinhalteten weiters die Veröffentlichung von kritischen Berichten über die Epoche des Stalinismus, den Umweltschutz, den Stopp des Baus eines dritten Kernreaktors des Kernkraftwerks Ignalina und die Veröffentlichung der geheimen Zusatzprotokolle des deutsch-sowjetischen Nichtangriffspakts von 1939.
Sąjūdis nutzte Massenzusammenkünfte, um ihre Ziele voranzubringen. Zunächst verbot die Kommunistische Partei diese Veranstaltungen, aber im Sommer 1988 war sie bereits so breitenwirksam, dass sogar kommunistische Funktionäre teilnahmen. Die Massenveranstaltung vom 24. Juni 1988 besuchte auch Algirdas Brazauskas, zu dieser Zeit Sekretär der Kommunistischen Partei für Industrieangelegenheiten. Im Oktober 1988 wurde Brazauskas zum Ersten Sekretär der Kommunistischen Partei ernannt und ersetzte damit Songaila. In den litauischen Wahlen zum Volksdeputiertenkongress, dem 1988 neu geschaffenen obersten Parlament der Sowjetunion, gewannen die Kandidaten von Sąjūdis die Mehrheit in 36 der 40 Wahlbezirke Litauens, in denen sie zur Wahl antraten. Infolgedessen wurde in Moskau die Litauische Sozialistische Sowjetrepublik zu großen Teilen durch sehr sowjetkritische Deputierte vertreten.
Im Februar 1989 erklärte Sąjūdis öffentlich, dass Litauen im Juni 1940 durch die Sowjetunion gewaltsam besetzt und annektiert worden war und dass das Fernziel der Bewegung die Wiedererlangung der nationalen Unabhängigkeit sei. Die staatliche Unabhängigkeit wurde von der Bewegung im Mai 1989 proklamiert – zunächst ohne irgendeine internationale Anerkennung – und die Vereinnahmung von Litauen durch die Sowjetunion als gesetzwidrig erklärt.
Am 23. August 1989, dem 50. Gedenktag der Unterzeichnung des Ribbentrop-Molotow-Paktes zwischen Deutschland und der Sowjetunion, verband eine 600 Kilometer lange Kette aus zwei Millionen Menschen die Städte Tallinn, Riga und Vilnius und lenkte die Aufmerksamkeit der internationalen Öffentlichkeit auf die Bestrebungen der Einwohner des Baltikums. Diese Demonstration und die koordinierten Bestrebungen der drei baltischen Nationen wurden unter dem Namen Baltischer Weg bekannt.
Im Dezember 1989 erklärte die Kommunistische Partei Litauens ihren Austritt aus der Kommunistischen Partei der Sowjetunion (KPdSU) und gab bekannt, auf das staatliche Machtmonopol zu verzichten. Im Februar 1990 erlangten Vertreter von Sąjūdis bei den Wahlen zum Obersten Sowjet der Litauischen SSR die absolute Mehrheit. Vytautas Landsbergis wurde zum Präsidenten des Obersten Sowjets gewählt. Dieser bereitete die staatliche Unabhängigkeitserklärung am 11. März 1990 vor.

## Nach der staatlichen Unabhängigkeitserklärung
Sąjūdis ist weiterhin in Litauen politisch aktiv, hat aber in keiner Weise mehr den Einfluss der Jahre 1988 bis 1990. Die Beliebtheit von Sąjūdis nahm in dem Maße ab, wie es nicht gelang, die widerstrebenden politischen Interessen dieser Massenbewegung zu überbrücken. Zudem konnte die von Sąjūdis bestimmte Regierung die Wirtschaftskrise, die auf den russischen Wirtschaftsboykott der baltischen Staaten und die sehr rasche wirtschaftliche Restrukturierung der Staaten folgte, nicht bewältigen. 
Die Lietuvos demokratinė darbo partija (‚Litauische Demokratische Arbeitspartei‘), die reformierte vorherige Kommunistische Partei Litauens, siegte in den Wahlen zum nationalen Parlament Seimas im November 1992 mit deutlichem Vorsprung vor den aus Sąjūdis hervorgegangenen politischen Parteien und Gruppierungen. Der rechte Flügel von Sąjūdis unter Führung von Vytautas Landsbergis und Gediminas Vagnorius bildete im Mai 1993 eine eigene Partei, den Vaterlandsbund (Tėvynės sąjunga), der bei der Parlamentswahl 1996 stärkste Kraft wurde. Aus dem „liberalen Block“ von Sąjūdis ging hingegen die Litauische Zentrumsunion (Lietuvos centro sąjunga, LCS) unter Führung von Romualdas Ozolas hervor.